# Steganomus ogilviae
Steganomus ogilviae là một loài Hymenoptera trong họ Halictidae. Loài này được Cockerell mô tả khoa học năm 1932.